# Changan Nevo A07
Changan Nevo A07 ― електричний седан представницького класу, що випускається китайським автовиробником Changan під брендом Changan Nevo.

## Огляд

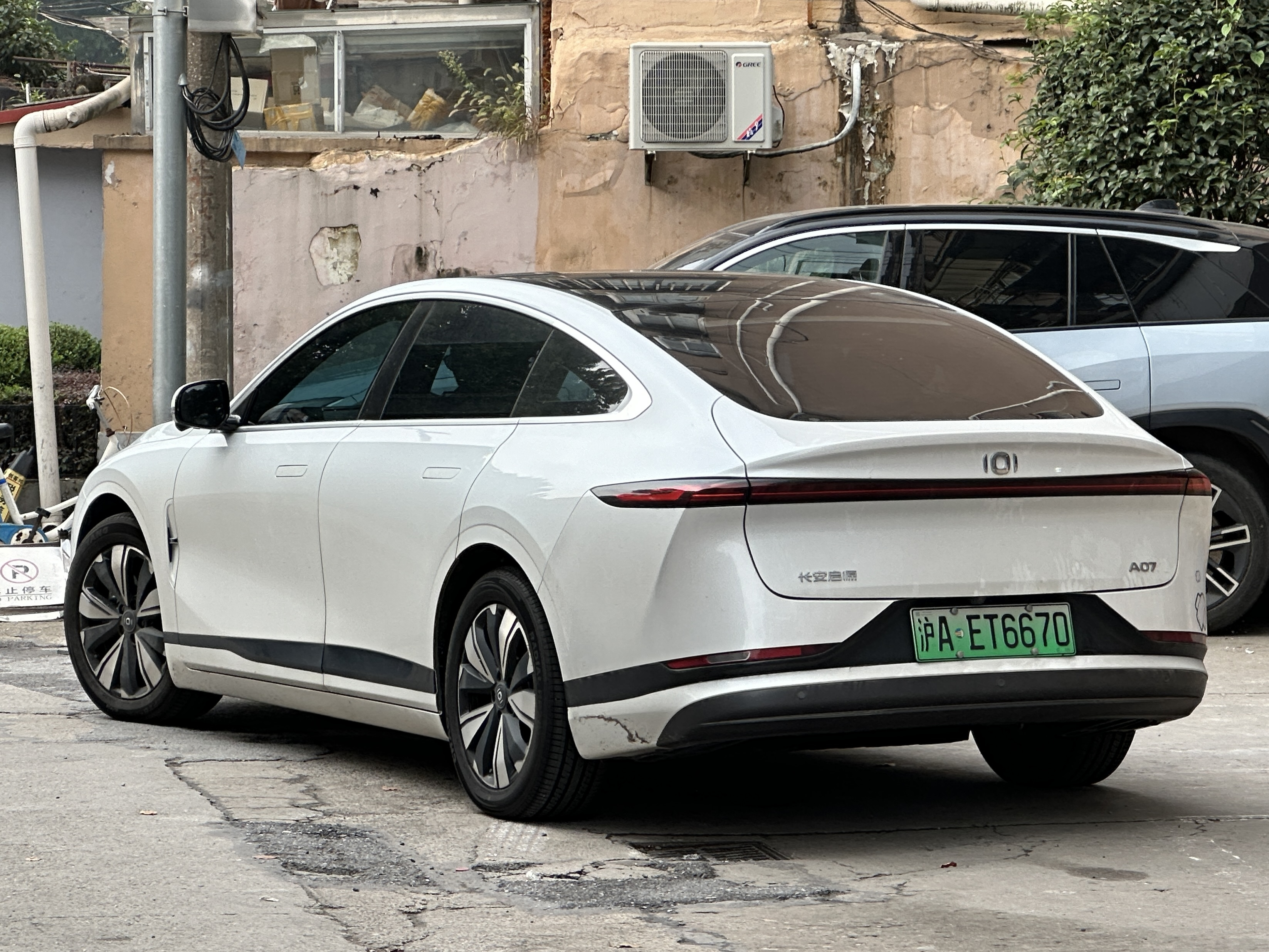

Changan Nevo A07 дебютував у середині 2023 року як перша модель новоствореного бренду Changan Nevo, що розширює портфоліо Changan у сфері електрифікованих автомобілів. Висококласний 4,9-метровий седан побудований на платформі EPA1, яку, серед іншого, розділив з Deepal L07, і відрізняється футуристичним дизайном, в якому домінують вузькі світлові смуги спереду і ззаду, а також пологий дах у стилі фастбека.
Пасажирський салон має цифрово-мінімалістичну естетику з великою часткою контрастних кольорів, вирізняється двоспицевим кермом і великим центральним 15,4-дюймовим сенсорним екраном, що дозволяє керувати не тільки мультимедійною системою, але й кондиціонером, а також спідометром і показаннями бортового комп'ютера. Перед водієм розташований HUD.

## Технічні характеристики
Основним варіантом приводу Changan Nevo A07 є електрична версія, яка передає потужність на обидві осі через два електродвигуни потужністю 218 і 258 к.с. відповідно. На вибір пропонуються дві акумуляторні батареї: 58 кВт-год, що забезпечує 515 км пробігу в режимі CLTC, або 80 кВт-год, що забезпечує приблизно 710 км пробігу в стандарті CLTC. Крім того, у продажу доступний гібридний варіант з 1,5-літровим двигуном внутрішнього згоряння, який дозволяє збільшити запас ходу в змішаному режимі.